# Hästpolo vid olympiska sommarspelen
Hästpolo introducerades till olympiska sommarspelen år 1900. Sporten fanns med vid fyra olympiader innan den togs bort efter olympiska sommarspelen 1936.

## Grenar
| Spel                | 1896 | 1900 | 1904 | 1908 | 1912 | 1920 | 1924 | 1928 | 1932 | 1936 | 1948–2020 | År |
| ------------------- | ---- | ---- | ---- | ---- | ---- | ---- | ---- | ---- | ---- | ---- | --------- | -- |
| Herrarnas turnering |      | X    |      | X    |      | X    | X    |      |      | X    |           | 5  |
| Grenar              | -    | 1    | -    | 1    | -    | 1    | 1    | -    | -    | 1    | -         | 1  |
| År                  | 1896 | 1900 | 1904 | 1908 | 1912 | 1920 | 1924 | 1928 | 1932 | 1936 | 1948–2020 | 5  |

## Medaljtabell
| Pl. | Nation         | Guld | Silver | Brons | Totalt |
| --- | -------------- | ---- | ------ | ----- | ------ |
| 1   | Storbritannien | 3    | 4      | 2     | 9      |
| 2   | Argentina      | 2    | 0      | 0     | 2      |
| 3   | USA            | 1    | 3      | 0     | 4      |
| 4   | Spanien        | 0    | 1      | 0     | 1      |
| 5   | Mexiko         | 0    | 0      | 2     | 2      |
| 6   | Frankrike      | 0    | 0      | 1     | 1      |

## Nationer
| Spel           | 1896 | 1900 | 1904 | 1908 | 1912 | 1920 | 1924 | 1928 | 1932 | 1936 | 1948–2020 | År |
| -------------- | ---- | ---- | ---- | ---- | ---- | ---- | ---- | ---- | ---- | ---- | --------- | -- |
| Argentina      |      | -    |      | -    |      | -    | 5    |      |      | X    |           | 2  |
| Belgien        | -    | -    | 4    | -    | -    | 1    |      |      |      |      |           |    |
| Frankrike      | 6    | -    | -    | 5    | -    | 2    |      |      |      |      |           |    |
| Storbritannien | 7    | 12   | 4    | 4    | X    | 5    |      |      |      |      |           |    |
| Tyskland       | -    | -    | -    | -    | X    | 1    |      |      |      |      |           |    |
| Ungern         | -    | -    | -    | -    | X    | 1    |      |      |      |      |           |    |
| Mexiko         | 4    | -    | -    | -    | X    | 2    |      |      |      |      |           |    |
| Spanien        | -    | -    | 4    | 6    | -    | 2    |      |      |      |      |           |    |
| USA            | 3    | -    | 4    | 4    | -    | 3    |      |      |      |      |           |    |
| Nationer       | -    | 4    | -    | 1    | -    | 4    | 5    | -    | -    | 5    | -         | -  |
| År             | 96   | 00   | 04   | 08   | 12   | 20   | 24   | 28   | 32   | 36   | 48–20     | 5  |